# Мастер Гартман
Мастер Гартман (нем. Meister Hartmann, известен работами в период с 1417 по 1428 год) — немецкий скульптор и резчик по дереву Позднего Средневековья.
Работал в Ульме. Является одним из первых известных представителей художественной Ульмской школы поздней готики. О личности мастера мало что известно, в том числе его подлинное имя и факты его жизни. Созданные им скульптурные произведения датируются периодом около 1420 года, это наиболее ранние работы, причисляемые к Ульмской скульптурной традиции эпохи поздней готики. Они резко отличаются от прочих статуй, вышедших из мастерской, работавшей над возведением и украшением Ульмского собора. В 1428 году мастер Гартман получает права ульмского гражданина (бюргера), что исследователи связывают с его выходом из сообщества ремесленников соборной мастерской и открытием им в этом городе его цеховой собственной.

## Работы
- ок. 1420: Мадонна (из камня), создана для западного портала Ульмского собора, ныне находится в соборной капелле
- ок. 1420: Мария с ребёнком (дерево), Орзенхаузен
- ок. 1420: Мадонна оберегающая(дерево), Уммендорф близ Бибераха
- между 1419 и 1430: Шесть фигур курфюрстов (песчаник) у оконных проёмов ульмской Ратуши
- между 1420 и 1421: документально зафиксированы платежи мастеру Гартману за 19 выполненных для Ульмского собора скульптур. Он — первый скульптор, упомянутый в документах строительства Ульмского собора.

Мастер Гартман, ввиду совершенной идентичности его скульптур с вырезанными из дерева фигурами на Дорнштадтском алтаре, признаётся также автором последних. Он является одним из последних представителей так называемого мягкого стиля в искусстве поздней готики. Работавший в начале XV столетия Ганс Мульчер порывает с ним и находит уже новые пути в развитии современной ему скульптуры.

## Галерея

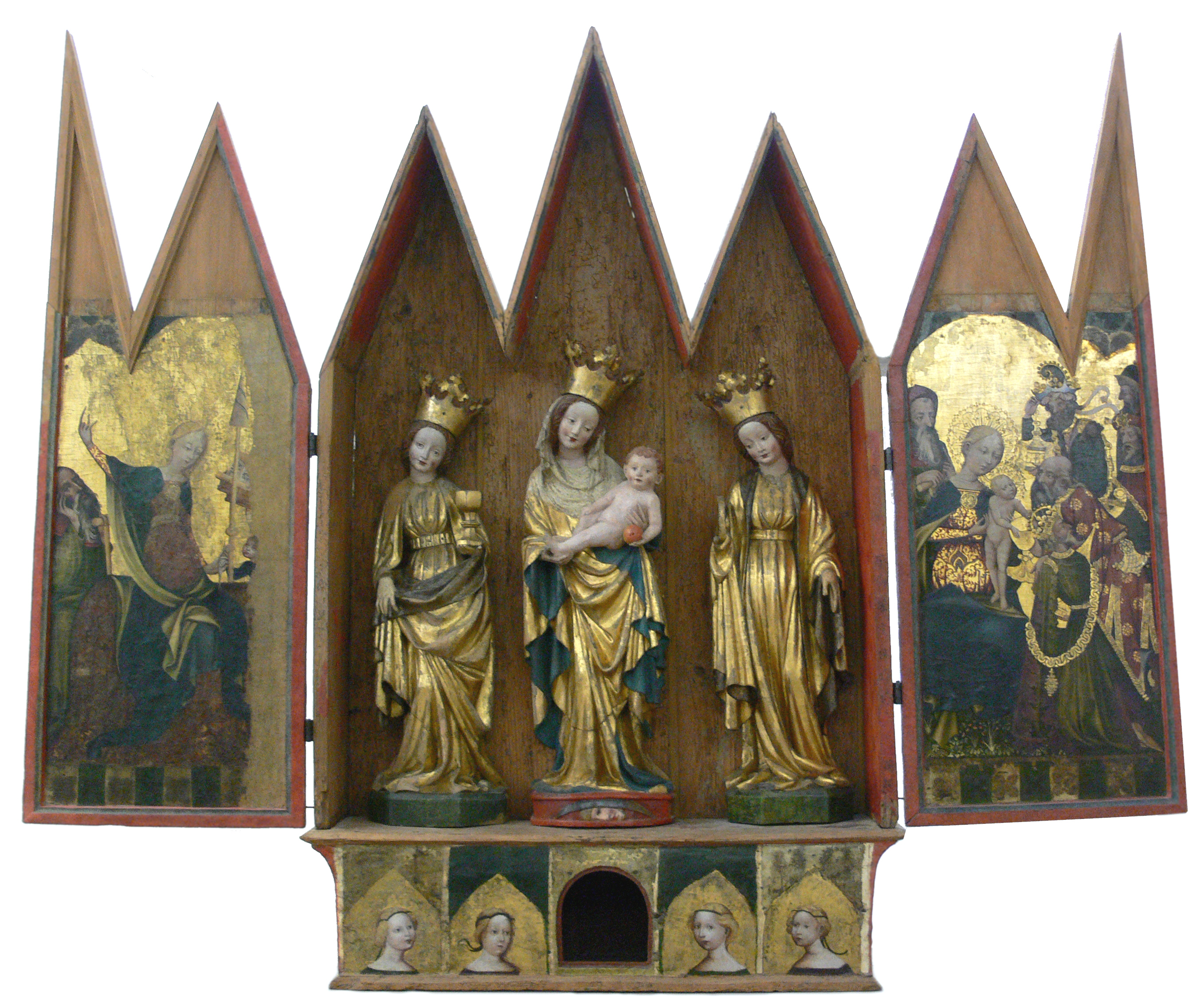
Створчатый алтарь из Дорнштадта с скульптурными фигурами работы Мастера Гартмана, ок. 1417 (ныне в Земельном музее Вюртемберга, Штутгарт)
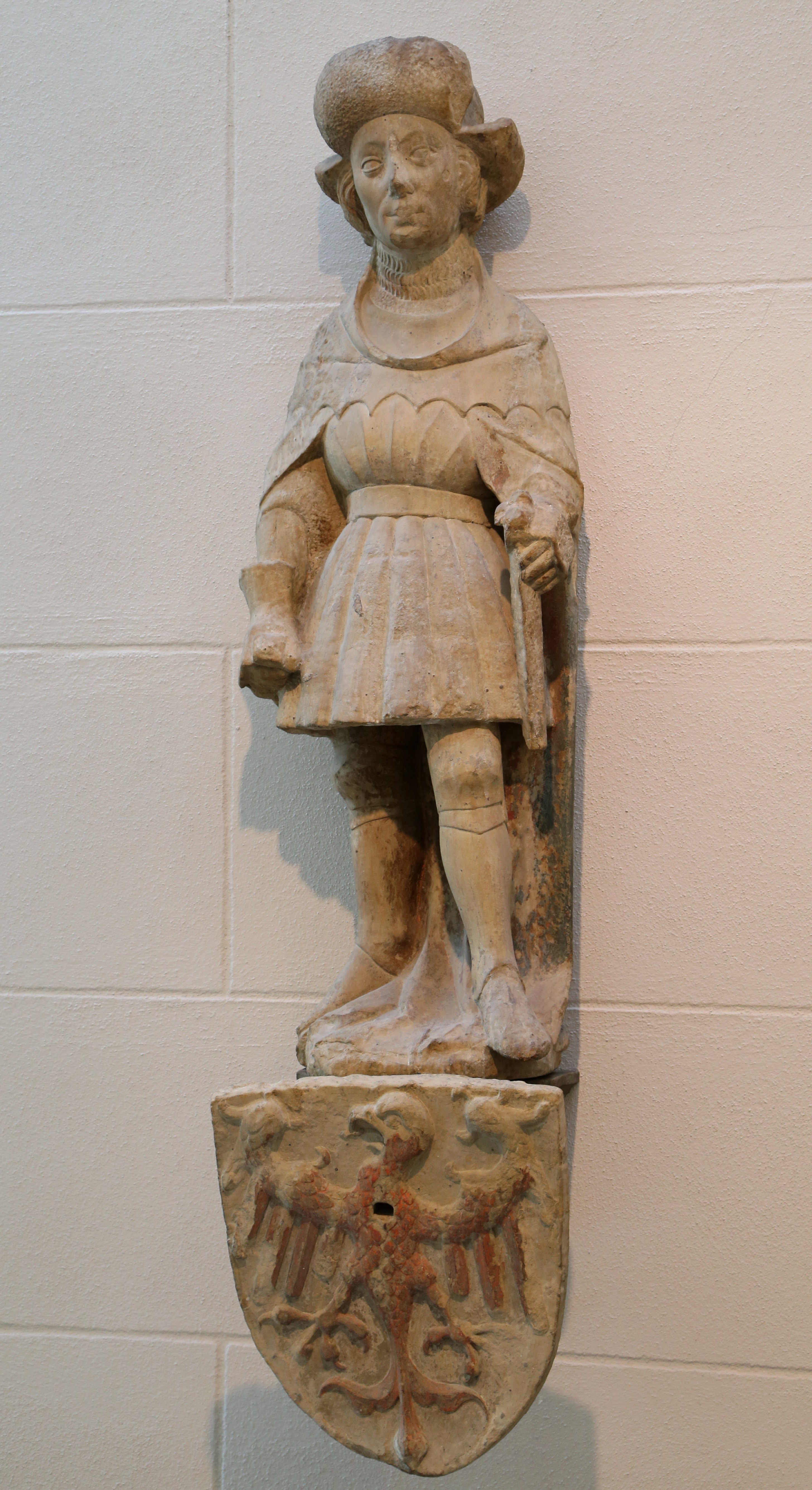
Маркграф Бранденбургский, Ульм, ок. 1420–1425, песчаник, Ульмский художественный музей
Ульмский собор. Галерея западного портала
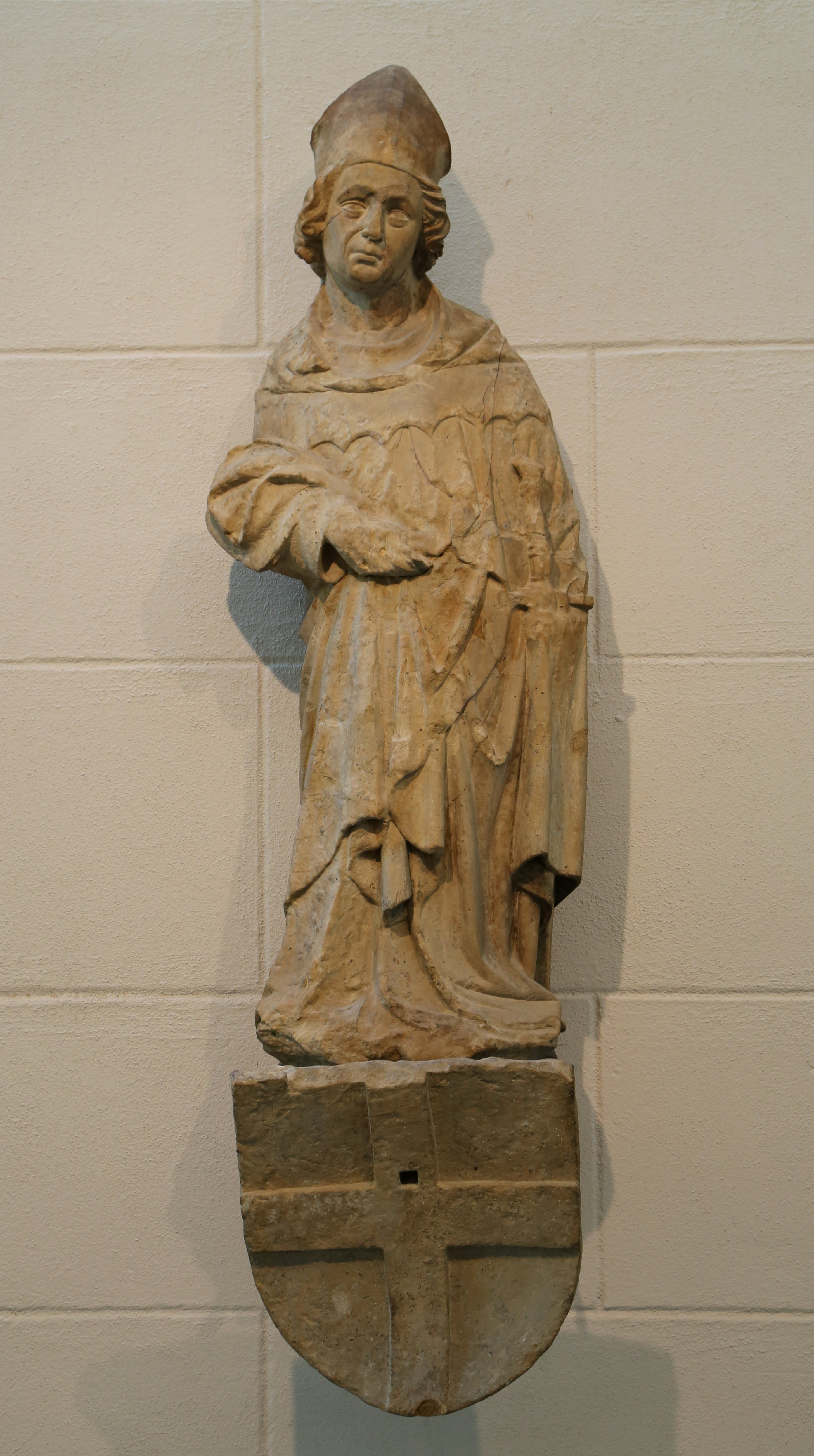
Архиепископ Кёльнский, ок. 1420-1425, песчаник
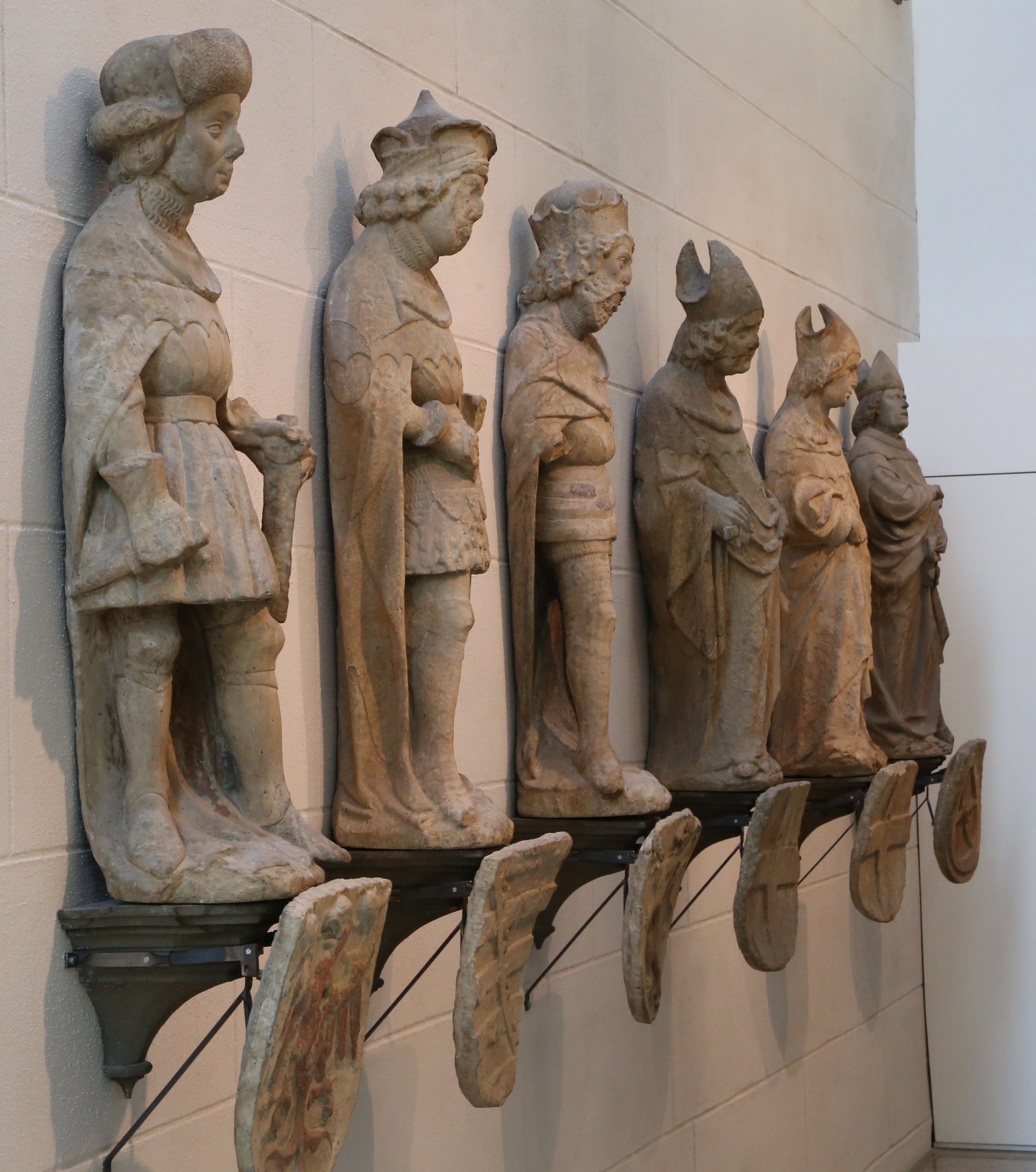
Скульптуры ок. 1420-1425 г.г.